# Sumatratimalia
Sumatratimalia (Pellorneum buettikoferi) är en fågel i familjen marktimalior inom ordningen tättingar.

## Utseende
Sumatratimalian är en liten (13–15 cm) brun timalia med tvärt avskuren stjärt. Ovansisdan är ljust varmbrun, undersidan beige med vitaktig buk. Fjädrarna på pannan har ett något fjälligt utseende med ljusa spolstreck. Rostgumpad timalia är grå på främre delen av kroppen och har kraftigare näbb, prickstrupig timalia har just små fläckar på strupen och beigebröstad timalia är mörkare och har längre stjärt.

## Utbredning och systematik
Fågeln förekommer i södra Sumatra och på ön Belitung. Den behandlas som monotypisk, det vill säga att den inte delas in i några underarter.

## Levnadssätt
Sumatratimalian hittas i städsegrön skog, ibland även i blandad lövskog, ungskog, bambusnpr och undervegetation i skog påverkad av avverkning. Den ses upp till 1550 meters höjd. Arten håller sig nära marken i tät undervegation där den ofta ses i par, ibland tillsammans med andra små timalior. Födan består av insekter.

### Häckning
Fågeln häckar mars–juli och lägger flera kullar. Det djupt skål- eller kupolformade boet görs av torra bambublad och andra löv, tunt gräs och smårötter. Det placeras på marken, ibland också längst ner i ett sly upp till 1,5 meter upp, men vanligen inte högre än 3 dm. Däri lägger den tre till fyra ägg.

## Status
Sumatratimalian tros minska relativt kraftigt i antal till följd av habitatförlust. Internationella naturvårdsunionen IUCN listar den som nära hotad.

## Namn
Fågelns vetenskapliga artnamn hedrar den schweiziske Johann Büttikofer (1850-1927).